# Renault Monasix
Renault Monasix (Тип RY) — легковий автомобіль, що виготовлявся компанією «Рено» у 1927—1932 рр. 

## Огляд

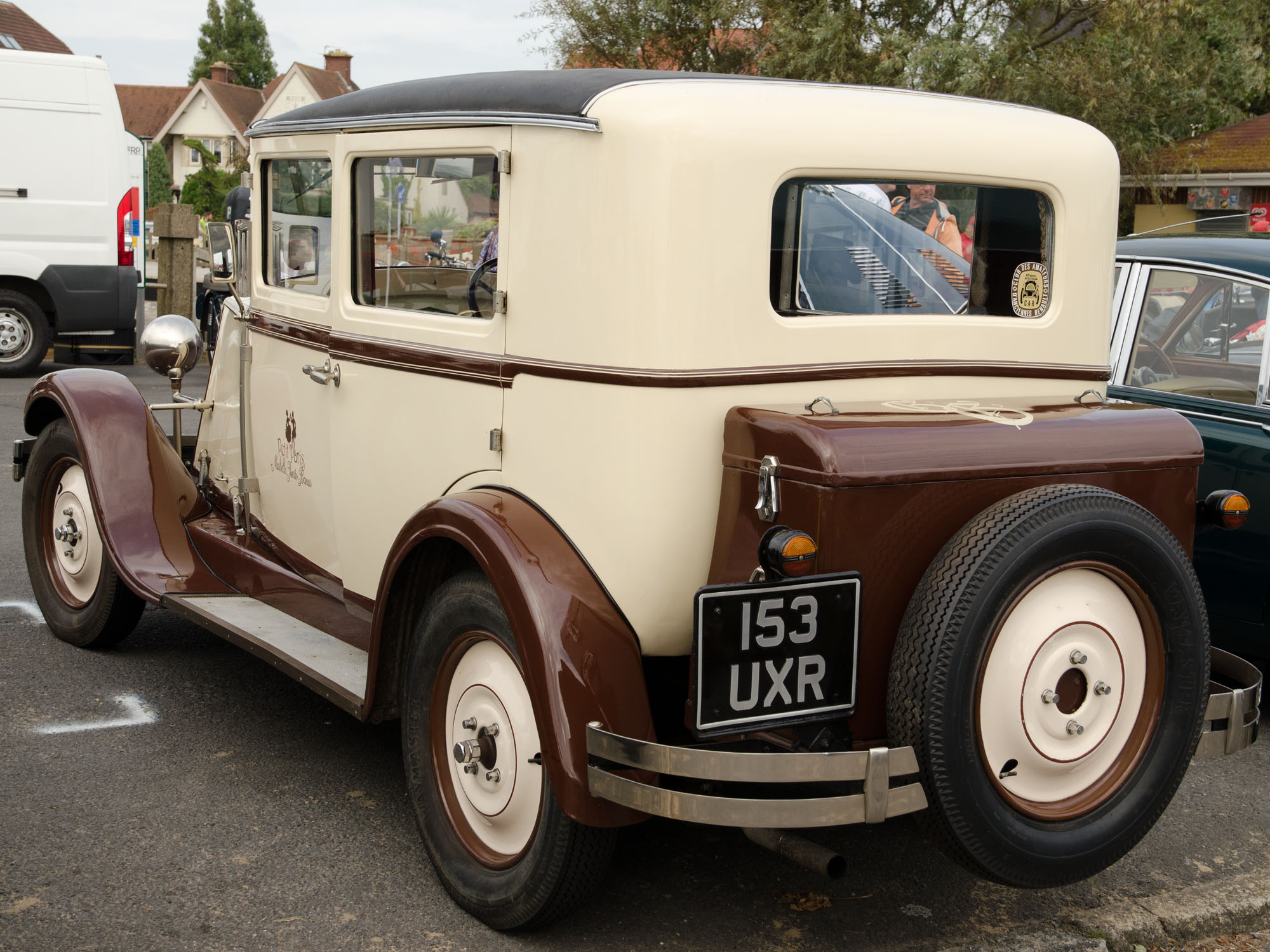
1931 р. Renault Monasix Тип RY2

З комерційної точки зору автомобіль був провальним через слабкий непідходящий двигун, через який часто виникали проблеми з керованістю. «Рено» припинили виробництво автомобіля у 1932 р. Його двигун попри робочий об'єм у 1476 см. куб. був одним з найменших шестициліндрових агрегатів доступних у свій час.
З 1928 р. основна паризька таксомоторна компанія Compagnie Générale des voitures à Paris купувала значну кількість автомобілів та фарбувала їх у аналогічні міським автобусам відтінки зеленого. Було виконано 5000 модифікацій таксі, останні з яких експлуатувались у Парижі до 1962 р. 
Стосовно змагань, то Monasix брав участь на ралі у Марокко у 1928 р. 
Модель Monastella являла собою вдосконалену Monasix з покращеним оздобленням. 
Виробництво автомобіля закінчилось у 1932 р., коли його змінив Renault Monaquatre. 

## Типи
- RY: виготовлявся з 1927 по 1928 рр., мав радіатор позаду двигуна (замість передньої решітки були бокові зябра);
- RY1: виготовлявся з 1928 по 1929 рр., мав радіатор позаду двигуна (аналогічно попередньому не мав передньої решітки, а тільки зябра);
- RY2: виготовлявся з 1929 по 1931 рр., мав традиційне переднє розміщення радітора, без бокових прорізей на капоті;
- RY3: виготовлявся з 1931 по 1932 рр., також мав традиційне переднє розміщення радітора та (однак) бокові зябра на капоті.

## Деякі характеристики
- Максимальна швидкість: 91 км/год (57 миля/год)
- Максимальна потужність: 12,5 к.с. (8CV)

## Зовнішні посилання
- Renault Monasix--A real dabbler! [Архівовано 24 лютого 2012 у Wayback Machine.]